# Bernard Goldberg
Bernard Richard Goldberg je americký novinář, politický komentátor a spisovatel. Již devětkrát obdržel prestižní cenu Emmy v kategorii Žurnalistika. V současné době pracuje mj. jako komentátor ve Fox News.

## Kauza v CBS
Goldberg pracoval 28 let pro americkou televizní stanici CBS. Poté, co v roce 1996 Wall Street Journal otiskl jeho článek o liberální zaujatosti amerických médií, začalo to s jeho kariérou jít z kopce. K napsání onoho článku inspirovala Goldberga reportáž Erica Engberga ve zprávách stanice CBS nazvaná Zpátky do reality. Mělo se jednat o představení pravicového kandidáta na prezidenta, zastánce rovné daně; jeho výklad o rovné dani zde však reportér zcela evidentně zesměšnil: „Skutečnost je jasná: rovná daň je obrovská, neověřená teorie. Jak říká jeden ekonom, měli bychom ji předtím, než ji u nás zavedeme, někde vyzkoušet – třeba v Albánii.“ Po zveřejnění svého článku čelil Goldberg mnoha kritikům, hlavním z nich byl Dan Rather, jeho nadřízený, moderátor Večerních zpráv CBS. Ten s ním od té doby nepromluvil a považuje ho za konzervativního fanatika. Na svou obranu Goldberg odpovídá, že vždy volil demokraty.
V tomto sporu je velmi důležité si uvědomit americký systém politických stran, kde - velmi stručně - liberál = levice = demokrat (tj. pro pozitivní diskriminaci, pro právo na potrat, pro feminismus ála kvóty počtu žen ve vedení firem – důraz na lidská práva, který je podle mnohých kritiků vedený až do extrému) a konzervativec = pravice = republikán (tj. proti potratům, mnohdy věřící, podpora rovné daně). Goldberg se domnívá, že novináři jsou zaujatí neplánovaně a o svých názorech si myslí, že patří k politickému středu. Důsledkem toho je nevyváženost zpráv (mnohem více liberálů; u konzervativních institutů se tyto tak označují v titulku, liberální instituty se neoznačují) a další problémy s tím související.
O "své" kauze napsal v roce 2001 knihu Jak novináři manipulují.

## Díla
- Jak novináři manipulují (Bias: A CBS Insider Exposes How the Media Distort the News), 2001
- Arrogance: Rescuing America from the Media Elite, 2003
- 100 People Who Are Screwing Up America, 2005
- Crazies to the Left of Me, Wimps to the Right: How One Side Lost its Mind, and the Other Lost its Nerve, 2007
- A Slobbering Love Affair: The True (And Pathetic) Story of the Torrid Romance Between Barack Obama and the Mainstream Media, 2009